# 金瓶梅 (1968年の映画)
『金瓶梅』（きんぺいばい）は、中国古典艶書『金瓶梅』を原作とした1968年公開の日本のエロティック映画。ユニコン・フィルム製作、松竹配給 。真山知子主演・若松孝二監督。成人映画。
原作の『金瓶梅』は明の時代に書かれたと伝えられるプレイボーイ・西門慶が多くの妻や妾と酒池肉林の限りを尽くす中国のエロ古典。

## 出演
- 潘金蓮：真山知子
- 武松：高島史旭
- 西門慶：伊丹十三
- 李瓶児：浅利ルリ子
- 春梅：紅理子
- 呉月嬢：若松和子
- 李嬌児：小矢野道子
- 孟玉楼：比嘉照子
- 孫雪蛾：宝みつ子
- 小李広花栄：立川雄三
- 花和尚魯智深：麿赤児
- 黒旋飛李逵：巽治郎
- 青面獣楊志：河崎宏
- 九紋竜史進：大久保鷹
- 母夜叉孫二嬢：桜井啓子
- 応伯爵：津崎公平
- 王婆：武智豊子
- 武大：山谷初男
- 鄲哥：吉澤健
- 知県：福山象三

## スタッフ
- 監督：若松孝二
- 脚本：大和屋竺
- 原訳：上田学而
- 製作：小笠原清
- 撮影：伊東英男
- 照明：磯貝一
- 音楽：八木正生
- 録音：杉崎喬
- 美術：平高主計
- 編集：辻正

## 製作

### 企画
1964年暮れ、東映に西ドイツのハンザフィルムから、「費用はすべてこちらで持つから、ぜひ渡辺祐介監督で一本撮ってくれ」「製作費10万ドル（3,600万円、文献により15万ドル）を提供するから、できれば同じキャストで中国の有名な小説を撮ってもらいたい」と注文が舞い込んだ。渡辺監督の『二匹の牝犬』と『悪女』をハンザフィルムが配給して西ドイツで大ヒットしたためで、ハンザフィルムは渡辺監督のエロチシズムの表現技術を買ったといわれる。その後連絡がなくなり、立ち消えになったかと思われたが、1965年春にハンザフィルムのギュンター・バテレン社長が来日。東映との話し合いで製作が具体化し『金瓶梅』を小川真由美・緑魔子主演・渡辺監督で製作が内定した。ハンザフィルムとしてはロジェ・ヴァディム監督の『輪舞』の東洋版として『金瓶梅』を選んだといわれる。西ドイツは当時セ〇〇スブームに沸き、『金瓶梅』もベストセラーになっていたことから、世界的に知られる中国の古典に目を付けた。外国資本による日本映画の製作はそれまでなかったことから、「東映のみならず日本映画の信用のために、われわれの映画技術を充分に活かして恥ずかしくないものを作ります」などと東映としても意気に感じていた。
当時緑魔子は『ひも』に始まる梅宮辰夫とのコンビでコールガールを演じる「二文字シリーズ」など、一連の風俗映画で人気を得ていたが、三作目の『ダニ』の撮影中に「どうしてここで脱がなくてはいけないの?」と裸を見せる必然性云々を持ち出し、スタッフと揉めて降板した。ところが『金瓶梅』の宣伝用スチール写真撮影では惜し気もなく脱いだことから、東映は「裸は海外専用に切り替えたのか」と皮肉った。
『二匹の牝犬』は製作費3,000万円で、衣装を豊富に持つ東映のため、日本の時代劇や現代劇なら撮れない金額ではなかったが、明の時代を舞台にするとなると話は別で、中国の衣装など東西の東映撮影所にもなく、コスチュームなどで費用がかさみ、10万－20万ドルでは製作は不可能と判断。当初はハンザフィルムも多少の超過はOKと言っていたが、東映は「金がかかり過ぎて手に負えない」と辞退した。その後、にんじんくらぶの若槻繁が台湾との合作を思い立ち、交渉を重ねたが、台湾の会社が潰れてダメになった。諦めきれない若槻が堤玲子原作の『わが闘争』を佐久間良子主演・中村登監督で松竹に企画を持ち込んだイキサツがあり、松竹と話しを進め、ようやく映画化が実現した。
『週刊朝日』は、1968年12月27日号の1968年を振りかえる特集で『とことんまで堕ちた邦画界 五社がエロ映画に狂奔』との小見出しで「『徳川女系図』から『女浮世風呂』まで。エロダクション顔負けに、堕ちるところまで堕ちた日本映画！ああ…邦画五社が、恥も外聞もなくエロダクション顔負けの映画作りに狂奔しだした。直接のキッカケとなったのは（1968年）1月に公開されたイギリスのセクス映画『女狐』（D・H・ローレンス原作）も大ヒットであるらしい。とにかく大映の『秘牢・おんな牢』を皮切りに、ことし生まれた五社のエロ映画は、東映の『尼寺㊙物語』、『徳川女系図』、日活の『女浮世風呂』などあげてゆくときりがない。ピンク女優はひっぱりダコで、一時は争奪戦まで演じられる始末。女性映画の松竹も、ピンクの雄・若松孝二監督を起用して『金瓶梅』を撮ったし、東宝も浜美枝の『砂の香り』で初めて"成人映画"を配給した」と書いた。当時の日本映画は洋画攻勢と独立プロ（ピンク系）の勢いに押され、邦画市場を喰われ、重大なピンチを迎えていた。1968年は日本映画にかつてないほど女優の裸が溢れた年だった。 
1968年7月に発表された松竹の8月ー10月の決定番組では本作は告知されず、9月は一週ー二週は『いれずみ無残・新宿そだち』『釧路の夜』、三週ー四週は『白昼堂々』『ハレンチ社員遊興伝』。当時の松竹は喜劇に力を入れ、これがこの後大輪の花を咲かせるが、独立プロが作るエロ映画に観客がドッと殺到するため、大手としても無視できない状況にあった。

### 監督
若松孝二監督は常々「早く安くがボクの映画作りのモットーだ」と公言していたため、松竹に買われ、メジャー映画の初監督に抜擢された。

### キャステング
「脱がせ屋NO.1」の異名をとるピンク映画の巨匠・若松孝二が監督を務めることから、ベロンと剥かれるのを恐れて、松竹の専属女優、佐藤友美、園江梨子、香山美子、早穂輝美、園浦ナミと、新劇女優・樹下新芽が次々と出演を拒否。園は父親が警視庁機動隊で仕方がないにしても、佐藤は他の監督作では脱いでいたため、松竹の配給作品にもかかわらず、恥をかかされた若松監督は「松竹女優はバカだ！裸にならない女優なんて自信がないからだ。そんなのは女優やめてヨメに行っちいまえ！」と激怒した。同時期に公開された石井輝男監督の東映『徳川女刑罰史』では多くの女優が脱いでさらに酷い目に遭わされたため、「他では裸になってもピンク監督作品に出ると、女優の経歴にキズがつくらしい」との論調が上がった。結局、東京企画の紅理子がOKしてやっと撮影に入れた。母夜叉孫二嬢役の桜井啓子は、1967年の大島渚監督『無理心中 日本の夏』に出演した後、企画を持ち込んだにんじんくらぶ入りしていたフーテンボイン。
潘金蓮を演じる主演・真山知子は、1959年の6期東映ニューフェイス。東映を退社した後、蜷川幸雄と結婚し、当時は劇団現代人劇場に所属していた。武松を演じる高島史旭は竜崎勝の名前で知られる高島彩の父。

### 撮影
松竹が自社の撮影所（大船）でエロ映画を撮ることに抵抗があり、撮影は東映東京撮影所で行われた。製作発表を1968年7月26日に行った後、7月30日にクランクインし、8月13日にクランクアップとこの特殊な映画を僅か15日で撮り上げ、映画関係者を驚かせた。

## 作品の評価

### 興行成績
同時期公開の東映『徳川女刑罰史』に差をつけられた。

### 批評家評
『週刊明星』1968年10月13日号の作品評。
大黒東洋士は「この映画はヒドイ。若松孝二も活動屋なら、こういう愚にもつかぬものを作っちゃ罪悪ですよ。彼は映画の何たるかを知らないんじゃないかナ」、深沢哲也「この"金瓶梅"はこんがらがっちゃって、どこが現在でどこが過去なのか。ちっとも分かりやしない」 大黒「哲っちゃんも読んでるでしょうけど、僕も原作を読んでる。それでいてこの映画じゃ全然分からない。無茶苦茶ですワ」 深沢「"水滸伝"の部分と"金瓶梅"の部分の比重がいっしょだからどっちつかずになってる。大体この題材、大らかなセ〇〇ス・コメディ。風流譚風に作られるはずだと思うんだが、映画はえらく深コク劇で、陰湿でジメジメしてる」 大黒「エロとアクションをねらったんだろうが殺陣もまずい」 深沢「盗賊の人数が少な過ぎる」 大黒「伊丹十三の西門慶は大愚演でイタミ入ります。これでは伊丹万作が地下で泣くョ」。